# Rubén Berríos
Pour les articles homonymes, voir Berrios et Martinez.
 (juillet 2019).
Si vous disposez d'ouvrages ou d'articles de référence ou si vous connaissez des sites web de qualité traitant du thème abordé ici, merci de compléter l'article en donnant les références utiles à sa vérifiabilité et en les liant à la section « Notes et références ».
Rubén Berríos Martínez, né le 21 juin 1939 à Aibonito, est un homme politique américain d'origine portoricaine. Il est président du Parti indépendantiste portoricain depuis 1970.

## Biographie

### Formation
Il poursuit des études à l'université de Georgetown, où il obtient un baccalauréat universitaire en administration et économie, puis à l'Yale pour une maîtrise en droit et enfin à l'Oxford, dont il décroche un doctorat en droit international.

### Carrière politique
En 1970, il est élu président du Parti indépendantiste portoricain (PIP), membre de l'Internationale socialiste. Il défend l'indépendance de Porto Rico contre la domination des États-Unis d'Amérique. En 1971, il dirige un mouvement de désobéissance civile contre la marine de guerre des États-Unis dans l'île de Culebra. Pour son action politique, il purge, avec d'autres dirigeants du PIP, trois mois de prison. À titre personnel, il est expulsé de la chaire de l'École de droit de l'université de Porto Rico. Cette dernière décision sera cassée par les tribunaux après quatre ans de procédure. C'est à cette époque qu'il énonce le principe qui le rendra célèbre : « Violer la loi de l'impérialiste, c'est accomplir la loi de la Patrie ». 
En 1972, il est élu au Sénat de Porto Rico, dont il est membre par intermittence, étant élu en 1984, 1992 et 1996. Lors de sa présence au Sénat, il se fait le promoteur de lois permettant aux employés du secteur public d'adhérer à un syndicat, des droits de la femme, des réformes universitaires, de l'environnement et de la lutte contre le militarisme. 
En 2015, il est nommé conseiller politique par Daniel Ortega président du Nicaragua.
En mai 2025, Le Parti Internationale socialiste a remis le Prix José Francisco Peña Gómez à Ruben Berrios, pour sa cause dans la souveraineté, et l'indépendance de Porto Rico.